# Сьо Тай
Сьо́ Та́й (яп. 尚泰, しょうたい; 3 серпня 1843 — 19 серпня 1901) — 25-й ван Рюкю в 1847—1872 роках, 19-й і останній ван з Другої династії Сьо, перший і останній правитель Рюкю-хана в 1872—1879 роках.

## Біографія
Сьо Тай народився 1843 року. Він був другим сином рюкюського правителя Сьо Іку. 1847 року, через смерть свого старшого брата, 4-річний Тай був оголошений наступним ваном Рюкю. 1866 року посланець Цінського імператора Чжао Сінь привіз йому ярлик та регалії вана.
Тай правив у неспокійну для Рюкю епоху. Державна скарбниця була майже пуста, а рюкюські селяни потерпали від нестачі землі та неврожаїв. Берегові води країни постійно турбували імперіалістичні держави Європи та США. Японія ж вимагала негайного приєднання до себе та розриву стосунків з Китаєм.
1872 року японський уряд перейменував Рюкюську державу на автономний уділ Рюкю-хан, а Тая проголосив удільним ваном. Правителя також прирівняли до японської титулованої шляхти й дарували титул маркіза. 1879 року японський емісар Мацуда Мітіюкі силою змусив Тая визнати анексію Рюкю й заснування префектури Окінава. Правитель зі своїм урядом був змушений покинути столичний замок Сюрі.
Решту життя колишній рюкюський ван провів у своїй садибі в Токіо. Він помер 19 серпня 1901 року. Тая поховали у мавзолеї Тамадун, «Палаці монарших душ» на Окінаві.